# ティノ＝スヴェン・スシッチ
ティノ＝スヴェン・スシッチ（Tino-Sven Sušić 、1992年2月13日 - ）は、ユーゴスラヴィア（現ボスニア・ヘルツェゴビナ）・サラエヴォ出身のプロサッカー選手。元サッカーボスニア・ヘルツェゴビナ代表。NKターボル・セジャーナ所属。ポジションはMF。
サッカー選手・指導者のセアド・スシッチは父、サフェト・スシッチは叔父。

## 経歴

### クラブ
幼少期に家族と共にベルギーに移住。ロワイヤル・セルクル・スポルティフ・ヴィゼのユースチームでプレーを始め、KRCヘンク、スタンダール・リエージュを経てハイドゥク・スプリトでプロデビュー。2015–16シーズンにはリーグMVPを獲得した。
2016年8月29日、移籍金200万ユーロでユース時代を過ごしたヘンクに復帰。2017年8月7日、マッカビ・テルアビブFCにレンタル移籍。当初レンタル期間は1シーズンの予定だったが、レギュラーを獲得できなかったことから2018年1月にレンタルを打ち切り、ヘンクとの契約も解消した。
ヘンク退団後、ロイヤル・アントワープFCに加入。
2018年7月5日、VVVフェンローに加入した。
2019年10月19日、TSVハルトベルクに1年契約で移籍した。
2020年2月1日、FKサラエヴォに2年契約で移籍した。
2021年10月2日、クバン・クラスノダールに加入した。
2022年4月、NKターボル・セジャーナに加入した。

### 代表
その経歴からボスニア・ヘルツェゴビナ代表の他、ベルギー代表としてプレーすることも可能だった。ユース年代ではベルギー代表を選択したが、2013年10月にボスニア・ヘルツェゴビナ代表への変更を表明した。
2014年3月5日、インスブルックで開催されたエジプト代表とのフレンドリーマッチでボスニア・ヘルツェゴビナ代表デビュー。2014年にはFIFAワールドカップに参加した。

## 代表歴

### 出場大会
- ボスニア・ヘルツェゴビナ代表
  - 2014 FIFAワールドカップ

### 試合数
- 国際Aマッチ 9試合 0得点（2014年-2016年）[16]

| ボスニア・ヘルツェゴビナ代表 | 国際Aマッチ | 国際Aマッチ |
| 年                           | 出場        | 得点        |
| ---------------------------- | ----------- | ----------- |
| 2014                         | 7           | 0           |
| 2015                         | 1           | 0           |
| 2016                         | 1           | 0           |
| 通算                         | 9           | 0           |

## タイトル
ハイドゥク・スプリト
- フルヴァツキ・ノゴメトニ・クプ: 2012–13

FKサラエヴォ
- プレミイェル・リーガ: 2019-20
- ボスニア・ヘルツェゴビナカップ: 2020-21

個人
- プルヴァHNLMVP: 2015-16